# Almart
Almart  was een Amerikaanse discount warenhuisketen. De warenhuisketen was actief van 1961 tot 1980.

## Geschiedenis
In 1961 richtte Allied Stores de discount warenhuisdivisie Almart op. De eerste vestigingen waren het omgebouwde Guggenheimer's-warenhuis in Lynchburg, Virginia en het voormalige Peck's-warenhuis in Kansas City, Missouri. Begin en midden jaren 1960 breidde de keten zich uit met warenhuizen met oppervlakte van zo'n 11150 tot 14.500 m², die vaak een aangrenzende supermarkt hadden.        
In 1968 richtte Allied Stores een nieuwe discount warenhuisketen op onder de naam J.B. Hunter, die kort daarna werd samengevoegd met Almart. De nieuwe divisie werd bekend als "Almart-J.B. Hunter", waarbij beide ketens onder hun eigen namen zouden blijven opereren. Op het hoogtepunt van zijn bestaan, in 1972, had de keten 14 vestigingen.
Allied Stores, die beide ketens als onrendabel zag vanwege de concurrentie van andere discountketens, verkocht de Almart-Hunter-divisie in 1979 aan Montgomery Ward. De divisie zou begin 1980 ter ziele gaan, toen beide ketens werden omgevormd tot Jefferson Ward , de discountdivisie van Montgomery Ward. De locaties die geen Jefferson-winkels werden, werden gesloten.